# Anna Żabska
Anna Maria Żabska (ur. 9 grudnia 1980 we Wrocławiu) – polska prawniczka, menedżer i urzędniczka samorządowa, prezes zarządu spółki z o.o. Zamek Książ w Wałbrzychu (2017–2024), wojewoda dolnośląski (od 2024).

## Życiorys
Absolwentka prawa i stosunków międzynarodowych na Uniwersytecie Wrocławskim. Ukończyła także Podyplomowe Studia Zarządzania Restrukturyzacją i Naprawą Przedsiębiorstw w Szkole Głównej Handlowej w Warszawie, uzyskała też dyplom certyfikowanego menedżera projektów w Wyższej Szkole Handlowej we Wrocławiu.
Pracowała w Urzędzie Miejskim w Wałbrzychu, gdzie pełniła funkcje rzeczniczki prasowej oraz kierowniczki Biura Prezydenta Wałbrzycha Romana Szełemeja.
W 2014 objęła stanowisko dyrektora Parku Wielokulturowego Stara Kopalnia w Wałbrzychu, a w 2017 została prezesem zarządu spółki z o.o. zarządzającej Zamkiem Książ w Wałbrzychu. Pełniła funkcję prezesa zarządu Lokalnej Organizacji Turystycznej „Aglomeracja Wałbrzyska”, a także zasiadła w zarządzie Dolnośląskiej Organizacji Turystycznej.
W 2024 bez powodzenia startowała z ostatniego miejsca na liście Koalicji Obywatelskiej w wyborach do Parlamentu Europejskiego z okręgu nr 12 (dostała 18 260 głosów). 25 listopada 2024 otrzymała nominację na stanowisko wojewody dolnośląskiego (ze skutkiem od następnego dnia). Zastąpiła na tej funkcji Macieja Awiżenia.